# Гаубас, Вилюс
Вилюс Гаубас (лит. Vilius Gaubas; род. 29 декабря 2004) — литовский профессиональный теннисист; победитель двух турниров ATP Challenger в одиночном разряде.
Бывшая 20-я ракетка мира в юниорском рейтинге ITF (2022).

## Спортивная карьера
В юниорские годы входил в Top20 старшего юниорского рейтинга. Полуфиналист Чемпионата Европы 2021-го года в одиночном разряде. Победитель крупного турнира в Милане того же года в парах (вместе с соотечественником Эдасом Бутвиласом).
В 2024 году участвовал в двух финалах ATP Challenger и выиграл свой первый титул на турнире Challenger в Корденонсе, где литовец стал самым молодым из трёх литовских чемпионов в истории турниров Challenger (с 1978 года). 12 августа 2024 года вошёл в первые 200 рейтинга теннисистов-профессионалов.
После завоевания своего второго титула на турнире Open Menorca 2025 года, Гаубас 7 апреля 2025 года вошел в топ-150, заняв 149-е место в мировом рейтинге.
Выиграв квалификацию, дебютировал в основной сетке ATP и Masters 1000 в Риме на Открытом чемпионате Италии 2025 года. В первом раунде победил Дамира Джумхура, выиграв первый матч на Мастерсе, а затем обыграл 27-го сеяного Дениса Шаповалова в двух сетах, одержав свою первую победу над теннисистом из топ-30.
С 2021-го года регулярно играет за Литву в Кубке Дэвиса.

## Рейтинг на конец года
| Год  | Одиночный рейтинг | Парный рейтинг |
| 2024 | 186               | 2236           |
| 2023 | 370               | 1075           |
| 2022 | 763               | 1342           |
| 2021 | 1468              | 2188           |